# Cantonês de Hong Kong
O Cantonês de Hong Kong é o dialeto da língua cantonesa falado comumente em Hong Kong, bem como Macau e algumas áreas vizinhas em Cantão. Embora o povo de Hong Kong identifique amplamente essa variante do chinês como "cantonês" (廣東話), várias publicações na China continental descrevem a variante como discurso de Hong Kong (香港 話). 

## História
Antes da chegada dos colonos britânicos em 1842, os habitantes de Hong Kong falavam principalmente os dialetos Dongguan-Bao'an (Tungkun – Po'on) e Tanka de Yue, além de Hakka e Teochew. Todos esses idiomas e dialetos são notavelmente diferentes dos cantonenses de Guangzhou.
Depois que os britânicos adquiriram a ilha de Hong Kong, a Península de Kowloon e os Novos Territórios dos Qing em 1841 (oficialmente 1842) e 1898, um grande número de comerciantes e trabalhadores chegou a Hong Kong da cidade de Cantão, o principal centro de Cantonese. O cantonês se tornou a língua falada dominante em Hong Kong. A extensa migração das áreas de língua cantonesa do continente para Hong Kong continuou até 1949, quando os comunistas tomaram conta da China continental. Durante esse período, o cantonês falado em Hong Kong foi muito semelhante ao em Cantão.
Em 1949, ano em que a República Popular da China foi estabelecida, Hong Kong viu um grande afluxo de refugiados da China continental, levando o governo de Hong Kong a fechar sua fronteira. No entanto, a imigração ilegal da China continental para Hong Kong continuou.
O movimento, a comunicação e as relações entre Hong Kong e a China continental tornaram-se muito limitados e, consequentemente, a evolução dos cantoneses em Hong Kong divergiu da de Guangzhou. Na China continental, o uso do mandarim como idioma oficial e na educação foi reforçado. Em Hong Kong, o cantonês é o meio de ensino nas escolas, junto com o inglês escrito e o chinês escrito.
Devido à longa exposição ao inglês durante o período colonial, um grande número de palavras em inglês foi emprestado ao cantonês de Hong Kong, por ex. "巴士" (/ páːsǐː /), literalmente, "ônibus". Portanto, os vocabulários de cantonês na China continental e em Hong Kong diferiram substancialmente.
Além disso, a pronúncia do cantonês mudou, enquanto a mudança não ocorreu na China continental ou ocorreu muito mais lentamente. Por exemplo, foi observada a fusão de / n / inicial em / l / e a exclusão de / ŋ /.

## Pronúncia
Na Hong Kong atual, muitos falantes nativos são incapazes de distinguir certos pares de fonemas, fazendo com que mesclem sons com os outros. Embora isso seja frequentemente considerado abaixo do padrão e frequentemente denunciado como "som preguiçoso" (懶 音), o fenômeno está se tornando mais difundido e influenciando outras regiões de língua cantonesa. Ao contrário da opinião popular, algumas dessas mudanças não são recentes. A perda da velar nasal (/ ŋ /) foi documentada por Williams (1856), e a substituição do líquido nasal (/ l /) pela inicial nasal (/ n /) foi documentada por Cowles (1914). 
Lista de turnos observados: 
Mesclagem de / n / inicial em / l / inicial.
Mesclagem de / ŋ / initial em inicial nula.
Mesclagem de / kʷ / e / kʷʰ / iniciais em / k / e / kʰ / quando seguido por / ɔː /. Observe que / ʷ / é o único deslize (介 音) em cantonês.
Mesclagem de / ŋ / e / k / codas em / n / e / t / codas, respectivamente, eliminando o contraste entre esses pares de finais (exceto após / e / e / o /): / aːn / - / aːŋ /, / aːt / - / aːk /, / ɐn / - / ɐŋ /, / /t / - / ɐk /, / ɔːn / - / ɔːŋ / e / ɔːt / - / ɔːk /.
A fusão dos dois nasais silábicos, / ŋ̩ / em / m̩ /, elimina o contraste dos sons entre 吳 (sobrenome Ng) e 唔 (não).
Mesclagem dos tons crescentes (上 上 2 e 上 上 5). 
Hoje em Hong Kong, as pessoas ainda fazem um esforço para evitar que essas combinações de som sejam transmitidas em sério e na educação. Os idosos geralmente não apresentam essas mudanças em seus discursos, mas alguns o fazem. Com a mudança de sons, o nome do Hang Seng Bank de Hong Kong (香港 恆生 銀行), / hœ́ːŋ kɔ̌ːŋ hɐ̏ŋ sɐ́ŋ ŋɐ̏n hɔ̏ːŋ /, literalmente o Banco de Crescimento Constante de Hong Kong, torna-se / hœ́ːn kɔ̌ːn hɐ̏n sɐ́n ɐ̏n hɔ̏ːn /, parecendo Hon ' Kon 'corpo coçando' um frio (身 身 un 寒). O nome do próprio cantonês (廣東話, "discurso de Guangdong") seria / kʷɔ̌ːŋ tʊ́ŋ wǎː / sem a fusão, enquanto que / kɔ̌ːŋ tʊ́ŋ wǎː / (parecendo "講 東 話": "diga discurso oriental") e / kɔ̌ːn tʊ́ŋ wǎː / (parecendo "趕 東 話": "afugentar o discurso oriental") é extremamente popular. 
A mudança afeta a maneira como algumas pessoas de Hong Kong falam outras línguas também. Isso é especialmente evidente na pronúncia de certos nomes em inglês: "Nicole" pronuncia [lekˈkou̯], "Nancy" pronuncia [ˈlɛnsi] etc. Um exemplo muito comum da mistura de / n / e / l / é o da palavra 你, significando "você". Embora a pronúncia padrão deva ser / nei /, a palavra costuma ser pronunciada / lei /, que é o sobrenome 李, ou a palavra 理, que significa teoria. A fusão de (/ n /) e (/ l /) também afeta a escolha de caracteres quando a mídia cantonesa translitera nomes estrangeiros.
Os prescritivistas que tentam corrigir esses "sons preguiçosos" geralmente acabam introduzindo hipercorreções. Por exemplo, ao tentar garantir que as pessoas pronunciam o inicial / ŋ /, elas podem introduzi-lo em palavras que historicamente tiveram uma inicial nula. Um exemplo comum é o da palavra 愛, que significa "amor". Mesmo que a pronúncia padrão seja / ɔ̄ːi /, mas a palavra geralmente é pronunciada / /i /.

## Frases e expressões únicas
O Cantonês de Hong Kong desenvolveu uma série de frases e expressões exclusivas do contexto de Hong Kong. Exemplos são:
| Expressões coloquiais em cantonês (pronúncia)                                                                                          | Literalmente             | Coloquialmente                                      | Explicação |
| --- | ------------------------ | --------------------------------------------------- | --- |
| 離譜 (lei4 po2) Exemplo: 佢遲咗成粒鐘，真係離譜! Inglês: He's an hour late. So outrageous!                                             | Afastar-se da pontuação  | Absurdo / ultrajante / ridículo / ilógico           | Partitura |
| 撞板 (jong6 baan2) Exemplo: 成日都咁衝動，抵佢今次撞板。 Inglês: He is always so impulsive, no wonder he's got into trouble this time. | Batida conflitante       | Cometer erros / entrar em problemas                 | Batida na ópera cantonesa |
| 串 (chuen3) Exemplo: 你洗唔洗咁串呀! Inglês: Do you have to be so harsh?                                                               | Para string / vulgar     | Dureza severa / extrema, falta de tato              | Uso coloquial para algemas policiais, ampliado para incorporar uma expressão severa em geral; alternativamente, modificando o valor do tom para "vulgar" |
| 是但 (si6 daan6) Exemplo: A: 你想去邊度食飯？ B: 是但啦! Inglês: A: Where do you want to go to eat? B: Anything will do!               | É / sim mas              | O que quer que / qualquer coisa faça / eu sou fácil | Derivado de 肆無忌憚 (si3 mo4 gei6 daan6, desconsideração de restrições)                                                                                 |
| 冬瓜豆腐 (dung1 gwa1 dau6 foo6) Exemplo: 你有乜冬瓜豆腐，我會好傷心㗎! Inglês: I would be miserable if you died.                       | Tofu de melão de inverno | Morrer                                              | Ofertas de comida votiva em funerais |